# John Ballard
John Ballard (... – Londra, 20 settembre 1586) è stato un religioso inglese e membro della Compagnia di Gesù.

## Biografia
John Ballard era figlio di William Ballard. Iniziò gli studi al St Catharine's College dell'Università di Cambridge nel 1569, per poi proseguirli al Caius College; successivamente si trasferì in Francia e dal 29 novembre 1579 intraprese gli studi religiosi a Reims. Il 4 marzo 1581 fu ordinato sacerdote a Chalon e due settimane più tardi fu inviato in Inghilterra in veste di missionario. Nei cinque anni successivi viaggiò spesso tra la Francia e l'Inghilterra, facendo da tramite tra i cattolici inglesi e quelli europei. 
A partire dal 1585 cominciò a cercare supporto nella piccola nobiltà inglese per assassinare Elisabetta I e liberare Maria Stuart per instaurarla sul trono d'Inghilterra. Credendo di avere il supporto della Lega cattolica, Ballard si rivolse al giovane Anthony Babington e lo reclutò nella congiura. Il piano fu scoperto quasi immediatamente da Sir Francis Walsingham, lo "spy master" di Elisabetta, che però lasciò che Ballard e Babington portassero avanti la cospirazione per un certo periodo di tempo (sotto stretta sorveglianza) per ottenere le prove che la regina scozzese fosse implicata in una congiura ai danni di Elisabetta. Nel luglio 1586 Maria dettò le condizioni secondo le quali avrebbe accettato il trono inglese e questo bastò a Walsingham come prova della sua partecipazione al complotto. 
Ballard fu arrestato il 4 agosto 1586 e, sotto tortura, confessò il coinvolgimento di Babington e degli altri cospiratori. Il processo contro di loro si tenne a Westminster Hall tra il 13 e il 14 settembre dello stesso anno e risultò nella condanna a morte dei cospiratori per alto tradimento. Ballard, Babington, Chidiock Tichborne, Thomas Salisbury, Henry Donn, Robert Barnewell e John Savage furono giustiziati per impiccagione, sventramento e squartamento il 20 settembre 1586. La condanna fu talmente cruenta e prolungata che Elisabetta decise che gli altri imputati sarebbero stati impiccati e fatti a pezzi soltanto dopo essere morti.

## Nella cultura di massa
John Ballard appare in alcuni film incentrati sulle figure di Maria Stuarda ed Elisabetta I. Nel 1971 Tom Fleming interpretò Ballard nel film Maria Stuarda, regina di Scozia, mentre nel 1998 Daniel Craig ha interpretato il gesuita in Elizabeth.